# FH Gesundheitsberufe OÖ
Die FH Gesundheitsberufe OÖ ist eine Einrichtung zur Durchführung von Fachhochschul-Studiengängen mit Standorten in Linz, Ried, Steyr, Vöcklabruck und Wels in Oberösterreich. Gesellschafter der FH Gesundheitsberufe OÖ GmbH sind die Krankenhausträger Oberösterreichische Gesundheitsholding GmbH (gespag), Kepler Universitätsklinikum GmbH und die OÖ. Ordensspitäler Koordinations GmbH. Sie ist von der FH Oberösterreich unabhängig.

## Studiengänge
Die FH Gesundheitsberufe OÖ bietet Bachelor-Studiengänge, welche zur Ausübung von gesetzlich reglementierten Berufen im Gesundheitsbereich berechtigen, darauf aufbauende Master-Studiengänge sowie einen Master-Lehrgang und Weiterbildungslehrgänge an. Seit 2018 ist es möglich, ein Bachelor-Studium der Gesundheits- und Krankenpflege an den Standorten Linz, Steyr, Vöcklabruck und Ried der Fachhochschule zu absolvieren. Hierfür stehen jährlich 340 Studienplätze zur Verfügung. Die Pro Studienjahr beginnen etwa 650 Studenten ihre Ausbildung an der FH Gesundheitsberufe Oberösterreich.

### Bachelor-Studiengänge
- Biomedizinische Analytik
- Diätologie
- Ergotherapie
- Gesundheits- und Krankenpflege
- Hebamme
- Logopädie
- Physiotherapie
- Radiologietechnologie

### Master-Studiengang
- Applied Technologies for Medical Diagnostics
- Management for Health Professionals – Schwerpunkt Krankenhausmanagement

### Master-Lehrgang
- Hochschuldidaktik für Gesundheitsberufe

### Weiterbildungslehrgänge
Alle Weiterbildungslehrgänge der FH Gesundheitsberufe Oberösterreich sind berufsbegleitend und können, bis auf zwei, ausschließlich am Standort Linz absolviert werden.
- Anästhesiepflege
- Gesundheits- und Krankenpflege Bachelor-Upgrade – kann auch in Steyr und Vöcklabruck absolviert werden
- Intensivpflege
- Kinder- und Jugendlichenpflege
- Kinderintensivpflege
- Pflege bei Nierenersatztherapie
- Pflege im Operationsbereich
- Pflegemanagement (basales und mittleres Management) – kann auch in Ried absolviert werden
- Psychiatrische Gesundheits- und Krankenpflege

## Geschichte
Die Ausbildungen zu den Gesundheitsberufen, die nun von der FH Gesundheitsberufe OÖ abgedeckt werden, waren vor der Gründung der FH Akademien (z. B. medizinisch-technische Akademien, Hebammenakademien etc.) vorbehalten, die aufgrund der betreffenden Berufsvorschriften an Krankenanstalten eingerichtet waren. Im Zuge des Bologna-Prozesses wurde 2005 gesetzlich die Möglichkeit geschaffen, diese Akademien durch Fachhochschul-Studiengänge zu ersetzen. Dies sollte die internationale Anerkennung der Abschlüsse verbessern und den Absolventen den Einstieg in weiterführende Masterstudien ermöglichen. Im Jahr 2010 haben sich die drei großen Krankenanstaltenträger in Oberösterreich entschlossen, die bestehenden Akademien zusammenzulegen und durch die FH Gesundheitsberufe OÖ zu ersetzen.